# George Coandă
George Coandă (n. 12 octombrie 1937, Șimian, Bihor, România), este un istoric al culturii și civilizație, prozator, poet, critic literar și ziarist român, înrudit cu Henri Coandă, care i-a cerut sa-i dea numele Henri fiului său. G. Coandă este fondator al Universității Valahia din Târgoviște și al Societății Scriitorilor Târgovișteni, lider continuator al Școlii de la Târgoviște. A debutat cu poezie în anul 1962, în Gazeta literară, sub semnul lui Nichita Stănescu și Mioarei Cremene. 

## Opera (selectiv)
- 1974 Univers liber
- 1980 Secunda în plus
- 1985 Spații de suflet
- 1989 Eternele columne
- 1996 O cetate, o patrie
- 1997 O mie nouăsute nouăzeci și șapte după Hristos
- 1998 Cabinetul cu stampe
- 2000 Clipa și istoria. Târgoviște
- 2002 Spațiu istoric românesc. Imagini geopolitice și de geocivilizație
- 2002 Geocivilizație românească
- 2002 Valahia. Istoria unei universități
- 2003 Carpații - spațiu de conservare și continuitate a vetrei etnice românești
- 2003 Oarecum
- 2004 Arheologia viitorului. Cei ce ne privesc din stele Târgoviște
- 2005 Cosmopoetica Târgoviște
- 2005 Istoria Târgoviștei. Cronologie enciclopedică
- 2006 Mic tratat de politologie reflexivă
- 2006 Ambasador la ecuator sau Drumul unei vieți de la marxism la gândirea liberă. Nicolae Tăbârcă în dialog cu George Coandă
- 2006 Destinul românilor pe Golgota istorie Târgoviște
- 2006 O istorie geopolitică și a geocivilizației românilor

### Antologii (selectiv)
- Radu Cârneci, Antologia sonetului românesc (2009)
- Almanah Mihai Eminescu, Editura Macarie (2004)
- Târgoviște-India (2008)
- Scrieri pentru o posibilă istorie a Amurgului Sentimental (2011)
- Târgoviște-Chișinău-Sankt Petersburg. Antologie de poezie, Ed. Bibliotheca, Târgoviște, (2012)

#### Colaborează la publicațiile
Dâmbovița, Jurnal de Dâmbovița, Armonia, Eroica, Apollon, Litere, Amurg Sentimental, Regal Literar, Timpul etc.

## Activități, titluri, premii
- Președintele Ion Iliescu i-a oferit Ordinul Meritul Cultural în grad de cavaler pentru literatură în 2002
- Membru în Consiliul național și în Comitetul director (vicepreședinte și șef de departament) al Uniunii Ziariștilor Profesioniști din România și președinte (fondator) al filialei sale dâmbovițene „Ion Heliade-Rădulescu”
- Vicepreședinte (fondator) al Societății Scriitorilor Târgovișteni.
- Fondator al cenaclurilor literare „Grigore Alexandrescu” din Târgoviște (1951); „Luceafărul”, Pucioasa (1964); „Vasile Cârlova” (Cercul Militar din Târgoviște, 1995); „George Coandă”, Potlogi (2009)
- Fondator al Asociației „Argonaut” pentru Cultură SF, de anticipație și literatură fantastică (1990)
- Președintele Festivalului național de cultură și literatură „Primăvara albastră” (1964; Pucioasa)
- Fondator al Festivalului Național de Literatură „Moștenirea Văcăreștilor” (1969)
- Premiul I (creație; la ediția XL) Festivalul Național de Romanțe „Crizantema de aur”, 2007
- „Ordinul Ziariștilor” clasa I Aur (2000, 2006)
- Ordinul „Crucea Memoriei” (Republica Moldova, 2005)
- Distincția ortodoxă „Crucea Valahă”
- Președinte de Onoare al Forumului Național Cultural „Brâncoveniana” (2019 - prezent)[4]
- Director de Onoare la Revista TIMPUL de Târgoviște, 2021[5]
- Premiul de Excelență al revistei „Regal Literar” (2021)
- Premiul de Excelență al Consiliului Județean Dâmbovița (2022)[6]

#### Cetățean de onoareal
- municipiului Târgoviște (2002),
- al orașului Găești (2011),
- al comunei Nucet (2011)
- și al comunei Potlogi (2022)

## Aprecieri critice
Mircea Horia Simionescu, Henri Zalis, Laurențiu Ulici, Victor Petrescu, Liviu Grăsoiu, Florentin Popescu, Mircea Nicolae Rusu

## Interviuri
O întâmplare cu Henri Coandă, 2018
dr. George Coandă - Seniorul Târgoviștei, Valntin Tigau, 2019, Youtube 